# Kareem McKenzie
Kareem Michael McKenzie (født 24. maj 1979 i Trenton, New Jersey, USA) er en tidligere amerikansk footballspiller, der spillede i NFL som offensive tackle for henholdsvis New York Jets og New York Giants. Hans karriere strakte sig over 11 sæsoner.
McKenzie var en del af det New York Giants-hold, der i 2008 overraskende vandt Super Bowl XLII efter sejr over New England Patriots. 

## Klubber
- 2001-2004: New York Jets
- 2005-2011: New York Giants